# Aalborg Kunstpavillon
Aalborg Kunstpavillon blev etableret i 1981 som udstillingssted for primært nordjyske kunstnere - og som forening for kunstinteresserede. I sin storhedstid var Aalborg Kunstpavillon, også blot kendt som Kunstpavillonen, centrum for årligt 10 spændende udstillinger, events, bogudgivelser m.m. og støttet af bl.a. over 500 medlemmer fra hele Danmark. Fra Aalborg Kunstpavillon udsprang bl.a. Aalborg Kunstskole. Første leder på Kunstskolen var Leif Gissel. Hans efterfølger var Mogens Ove Madsen, som igangsatte daghold i bl.a. grafik og maleri. Kunstpavillonen holdt til i det gamle Garnisonssygehus fra 1804 i Søndergade 20, Aalborg.
I 2009 var det slut med egne udstillingslokaler i Søndergade 20, og foreningen fik tilbud om at bruge udstillingslokalerne i det nye Nordkraft i Aalborg. De følgende år blev dog en svær periode for Kunstpavillonen
Den 28. juli 2022 ophørte Aalborg Kunstpavillon.